# 子喉七

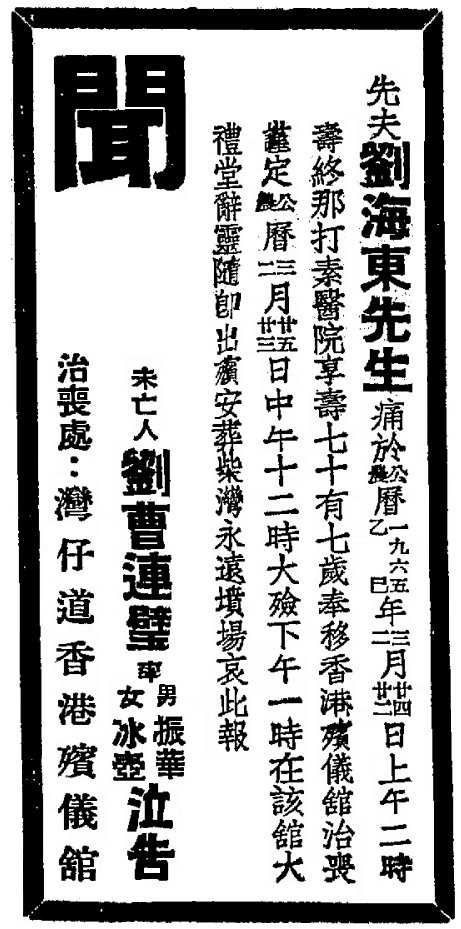
粵劇丑生『子喉七』劉海東的公開訃聞（1965年3月25日，星期四）

子喉七（1888年—1965年3月24日）是一位粵劇及電影演員。

## 生平
原名劉海東，廣東省順德縣人，於清末民初時期成名，是20年代粵劇名丑。由於唱功十分獨到，所以在珠江一帶很受歡迎。在“大中華班”與靚少華合作無間，曾經演出《醜女洞房》，在《風流天子》飾演楊貴妃，在《十奏嚴嵩》飾演嚴嵩。他還與朱次伯在「環球樂戲院」拍演過。當時粵劇已經開始盛行六柱制。無論他所在那一班，都以「通天」來掛牌，表示他的戲路甚廣。1930年，“人壽年劇團”的六大臺柱是武生新珠、小武靚少佳、花旦嫦娥英、二花小嫦娥、小生陳醒威、醜生蛇仔利，而他就是第七大臺柱。
1965年3月24日凌晨2時，在香港島西環卑利士道雅麗氏何妙齡那打素醫院因患淋巴腺癌病逝，享齡77歲，遺下妻子曹連璧、任職香港官立學校教師的兒子劉振華，以及任職護士的女兒劉冰壺。1965年3月25日(星期四)下午1時在香港殯儀館出殯，遺體安葬柴灣華人永遠墳場。

## 部份參演電影
子喉七 （劉海東）一生參演約50多齣黑白影片。
- 銀幕處男作，廣州默片《裂痕》1933年，飾演一位人力車搭客。
- 呆佬拜壽 1933年，飾演第一男主角呆佬。
- 可憐女 1935年
- 傻佬祝壽 1935年
- 標準老婆 1936年
- 鄉下佬探親家 1937年 (邵逸夫執導)
- 神出鬼沒 1937年
- 鬥氣姑爺 1937年
- 唐伯虎點秋香 1937年
- 財運亨通 1937年
- 神秘之夜 1937年
- 妻多夫賤續集 1937年
- 七十二行 1937年
- 大義滅親 1937年
- 拉車被辱 1938年
- 太平洋上的風雲 1938年，飾演田慕橫，一名戇國軍兵丁，獻唱粵曲《攬住大刀當老婆》。
- 真假武則天 1939年
- 蓋世女英雄 1939年
- 棺材精 1939年
- 瓦崗寨 1939年
- 廣東先生大破謀人寺 1948年
- 《大擺烏龍陣》(1950年)，息影電影

## 外部連結
- 子喉七在互联网电影资料库（IMDb）上的資料（英文）（英文）
- 子喉七在香港影庫上的簡介
- 子喉七在时光网上的簡介（简体中文）
- 中文電影資料庫 （页面存档备份，存于）